# دانييل كال
دانييل كال (بالإنجليزية: Daniel Kahl)‏ هو مترجم ومدرس أمريكي، ولد في 30 مارس 1960.